# Sinagoga del Tránsito

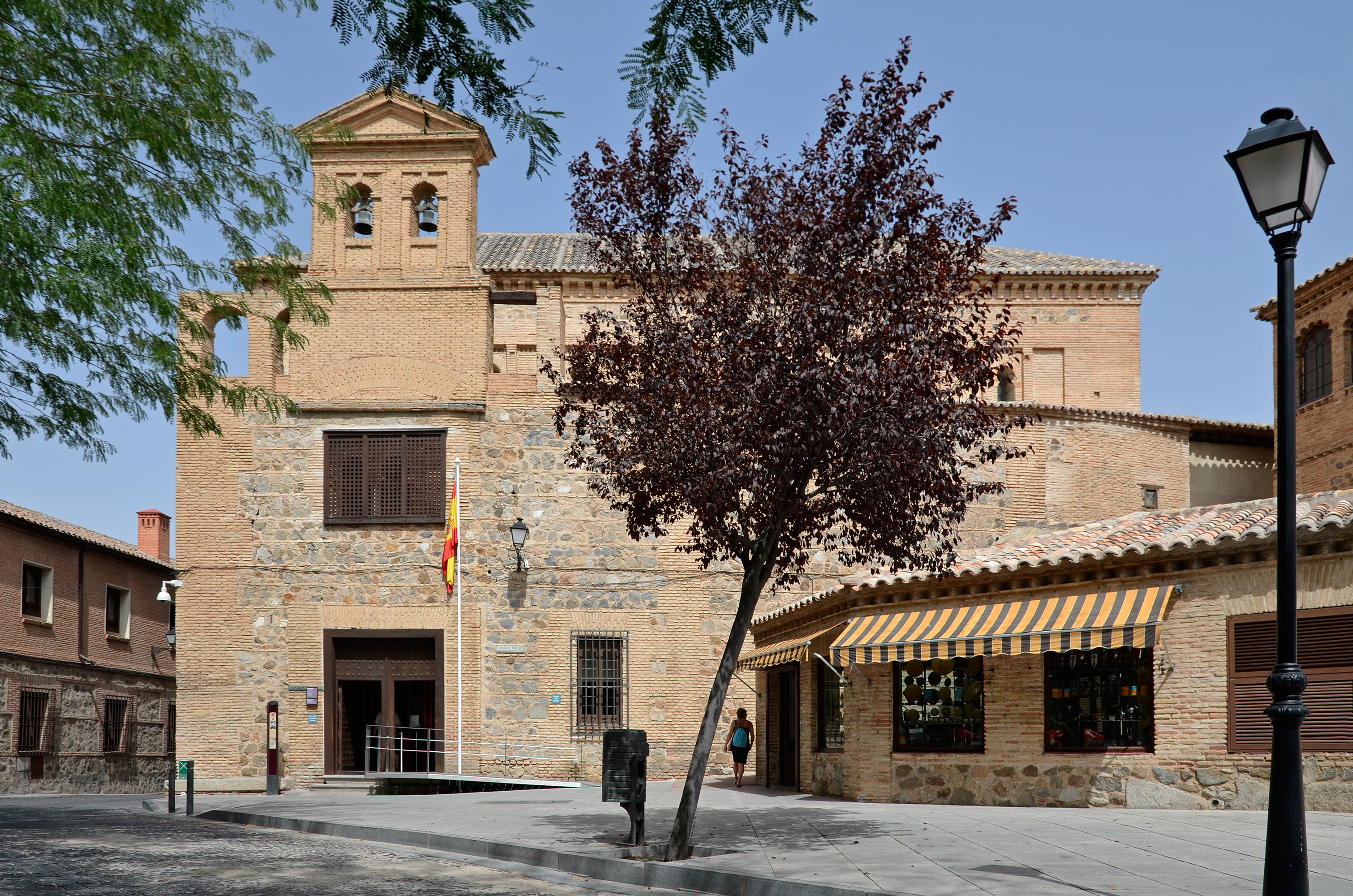
Sinagoga del Tránsito

Sinagoga del Tránsito este situată în fostul cartier evreiesc din orașul Toledo, (Spania) în vestul orașului. Acesta este numele popular, adevăratul nume este Sinagoga de Samuel ha Leví. Din 1964 adăpostește Muzeul Sefardi, care are ca scop să conserve moștenirea culturală hispano-evreiască ca parte integrală a patrimoniului cultural istoric spaniol.

## Istoria
A fost construită de Samuel ha Levi între 1356 și 1357 într-o perioadă în care era interzisă construirea unor astfel de temple. Pedro I de Castilia a fost de acord pentru ajutorul și fidelitatea de care a dat dovadă cartierul evreiesc din Toledo, când orașul era ocupat de frații lui nelegitimi la tron, Casa Trastamara. În 1492, odată cu expulzarea evreilor din Spania, sinagoga nu mai este un centru religios evreiesc ci devine proprietatea Ordinului Cavalerilor de Calatrava și se transformă în spital. Sala de rugăciuni se transformă în templu creștin și ia numele de Biserica de San Benito. Începând cu sec. XVI rămâne doar biserica, iar în timpul războaielor napoleonice a fost proprietatea armatei, ca apoi în 1877 să fie declarat Monument Național. În 1964 este transformată în Muzeul Sefardi.

## Structura
Are o bază dreptunghiulară, acoperișul în patru ape (fețe) și ziduri din cărămidă cu arcuri ovale în partea superioară. În interior, edificiul are o mare sală de rugăciune. Este acoperită cu lemn de conifere care constituie un exemplu excepțional de tâmplărie a Evului Mediu spaniol prin policromia și tehnica de fabricare. De-a lungul zidurilor se pot observa lucrări în ghips cu inscripții în arabă și ebraică, motive vegetal-geometrice și heraldice.
Maxima splendoare o atinge zidul din est, unde se găsea "sfânta" sau hekal, locul unde se păstra Tora.

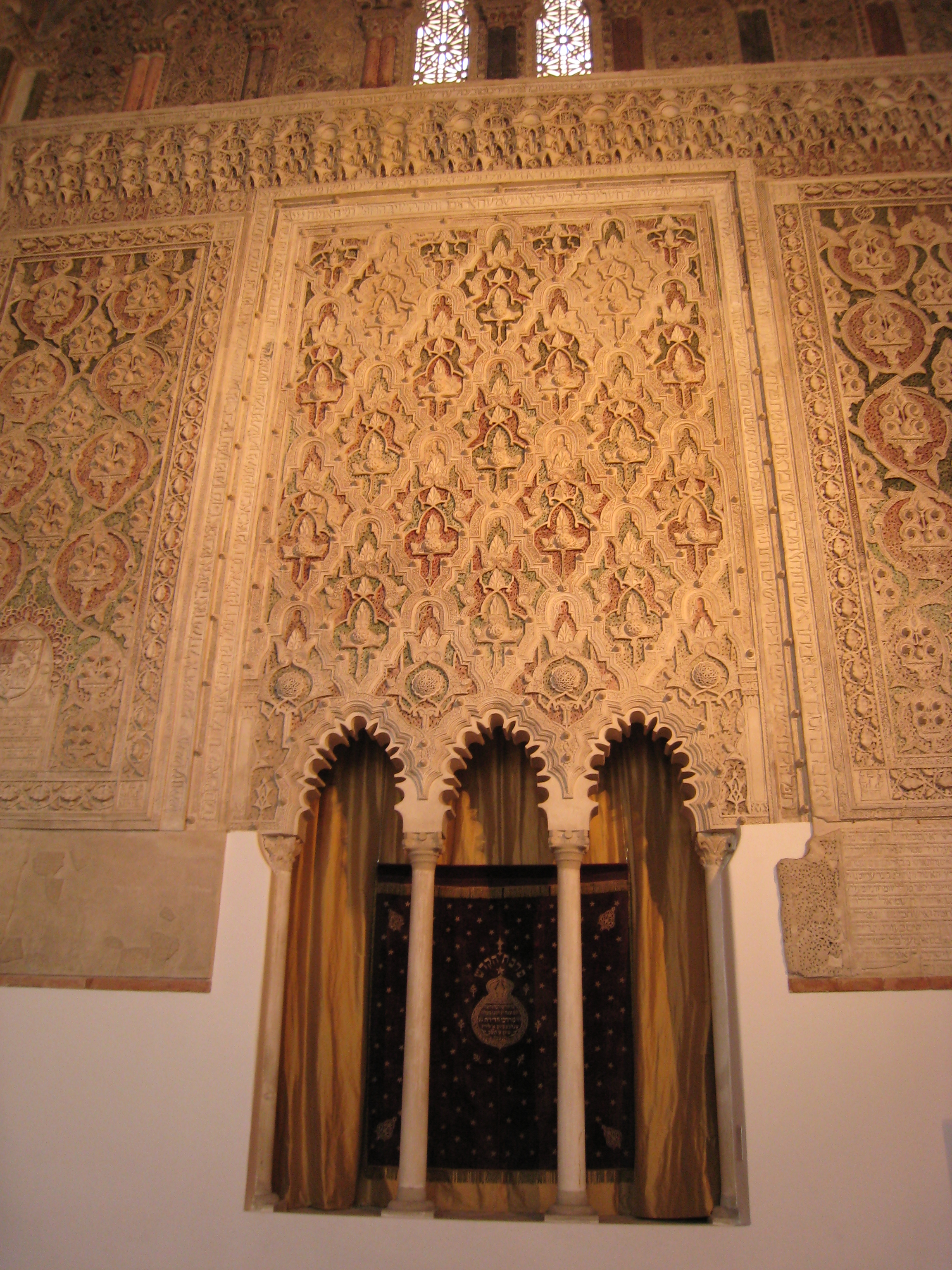
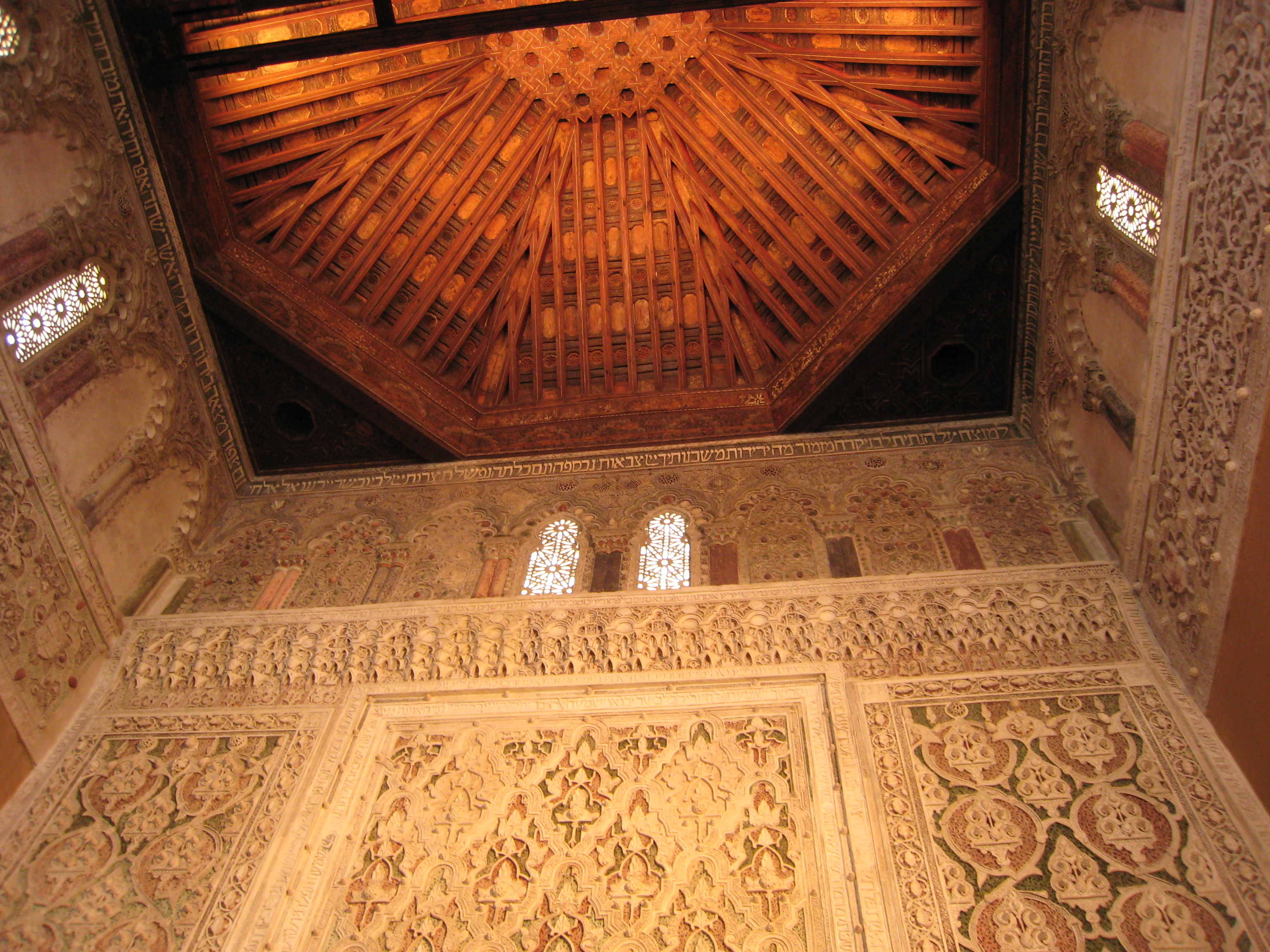
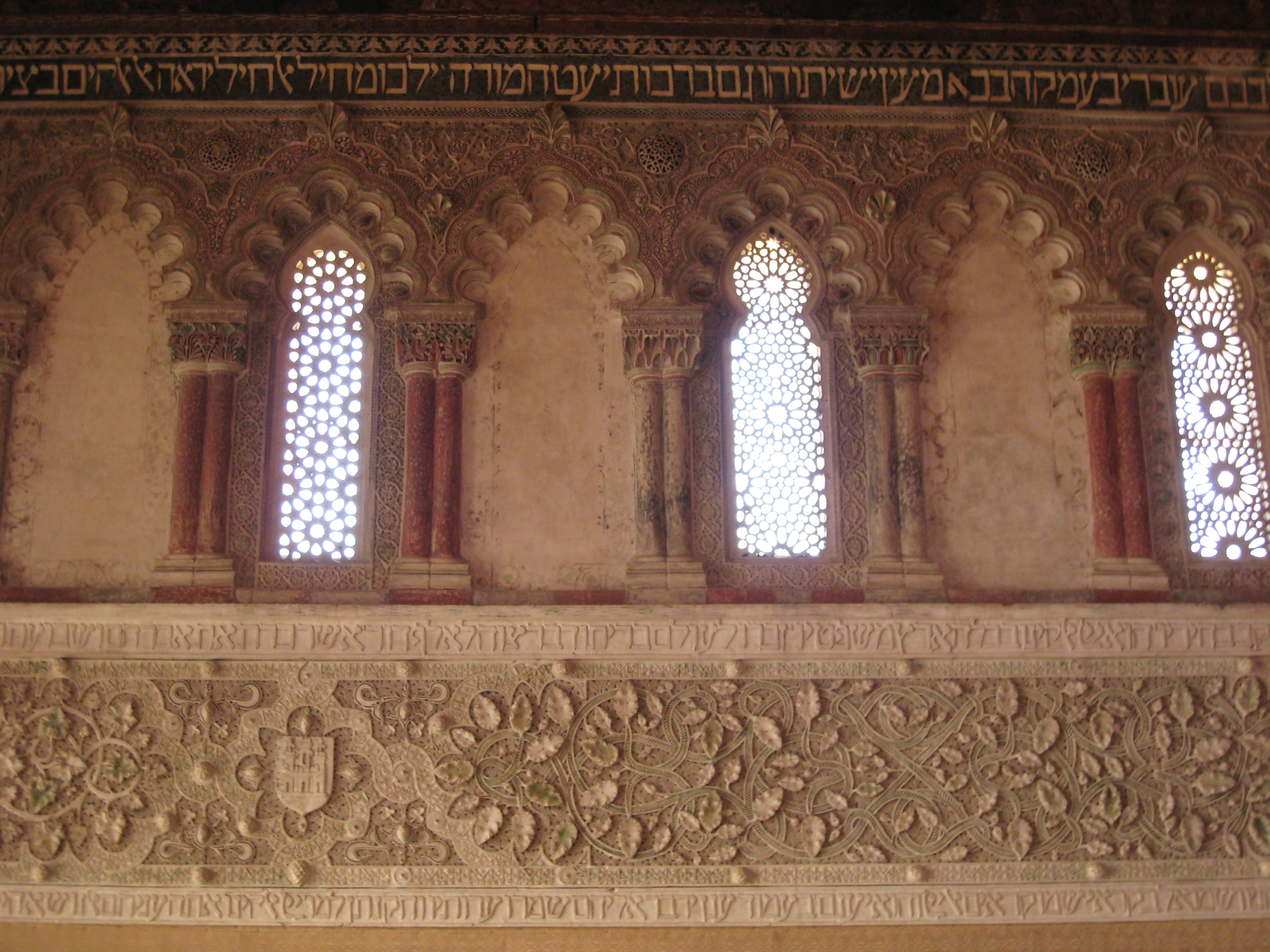
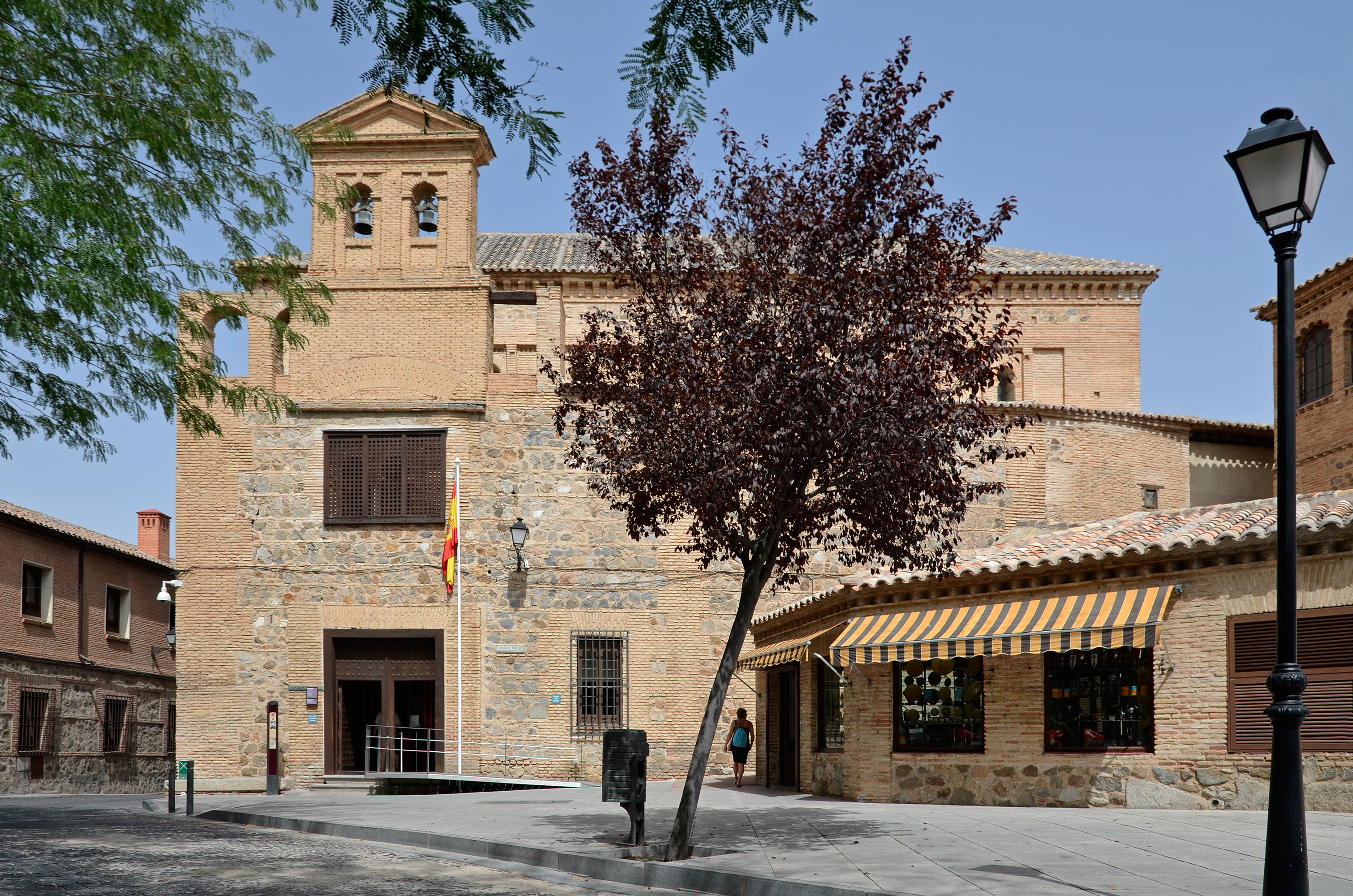
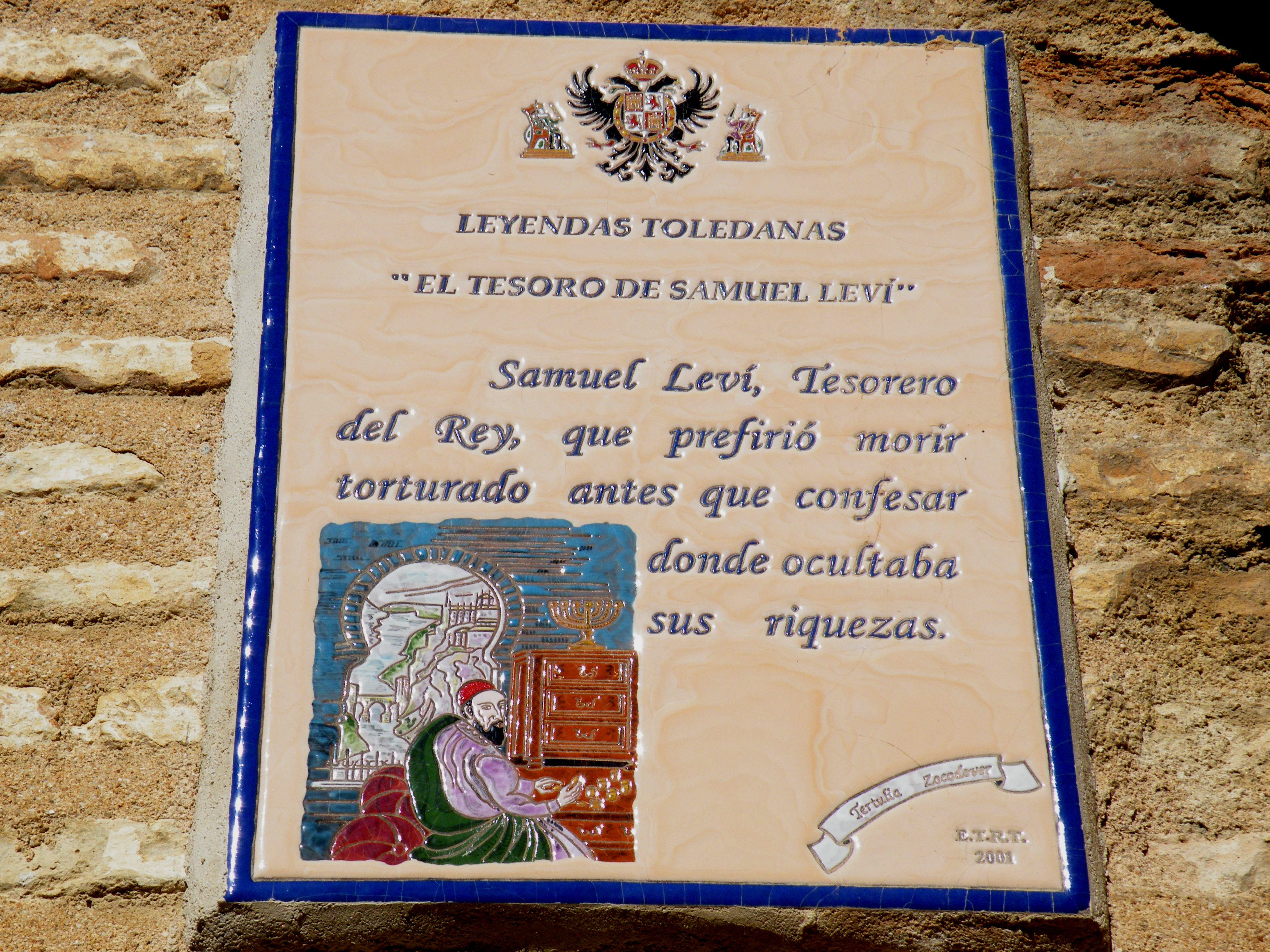
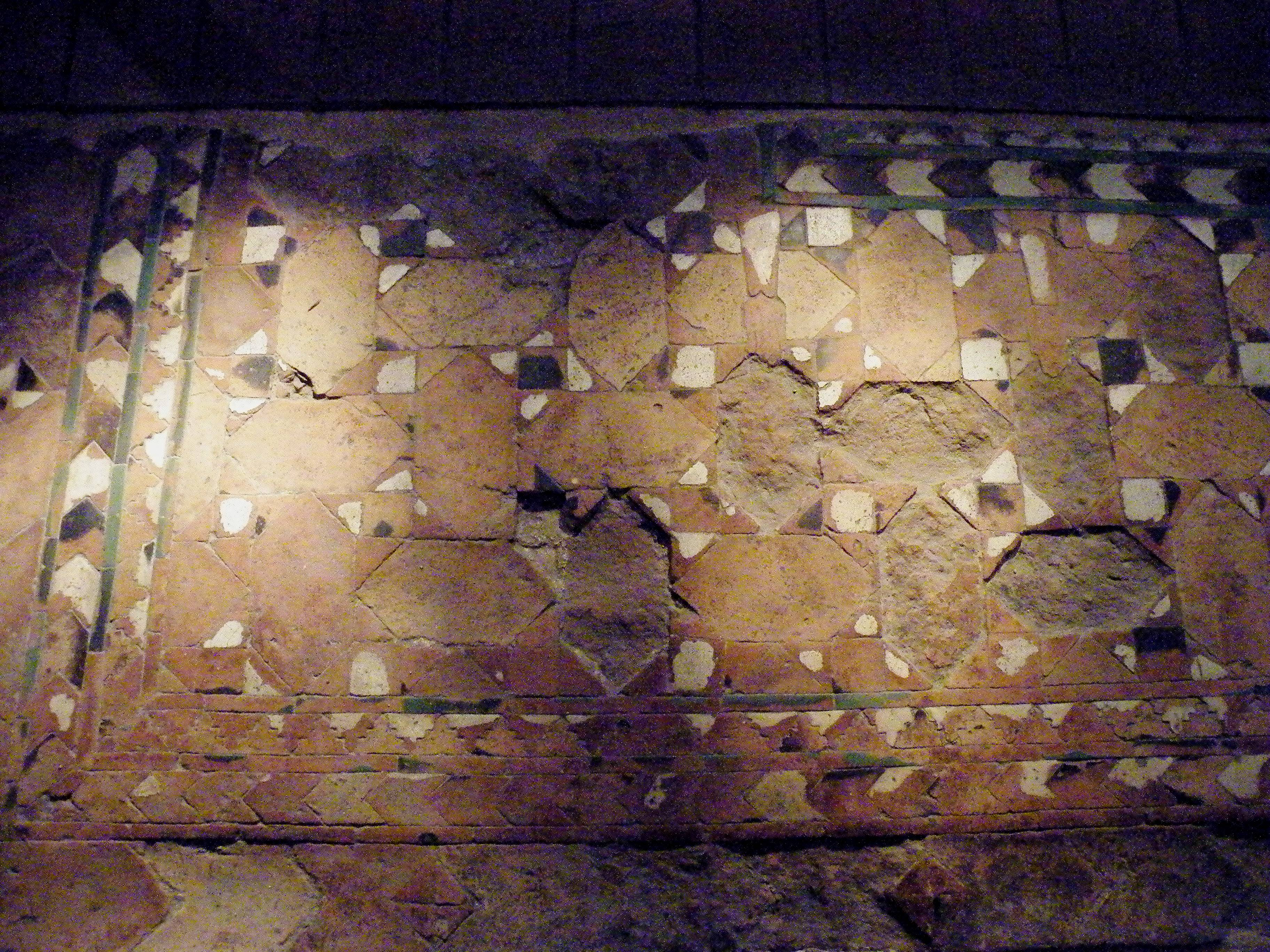
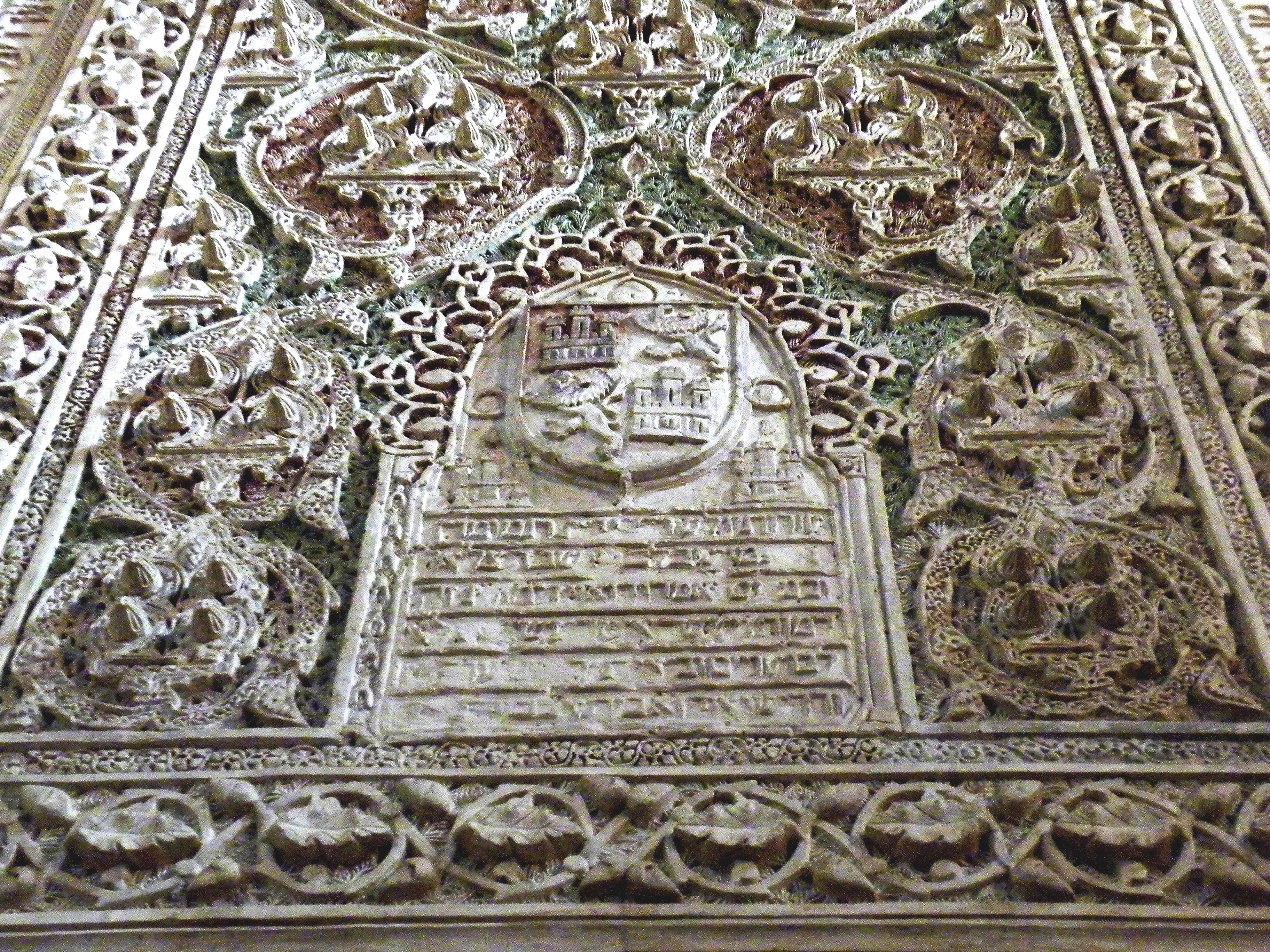
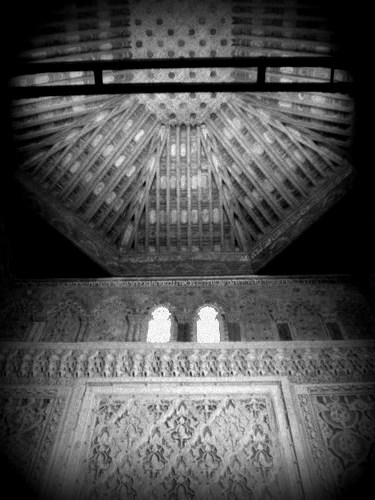
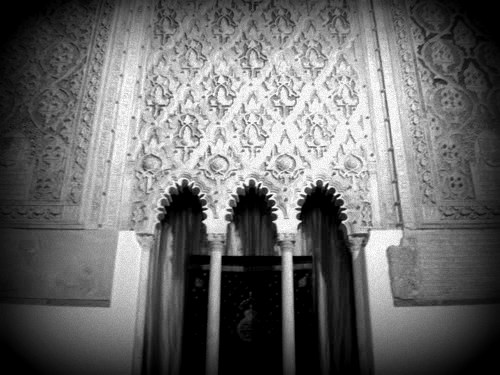
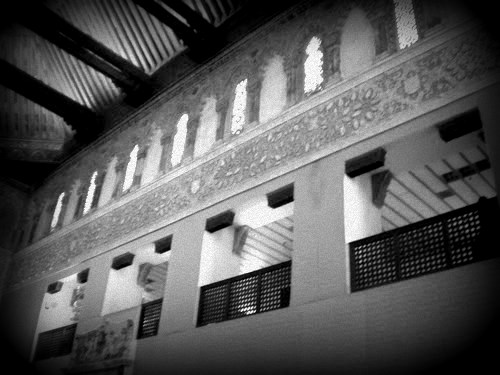
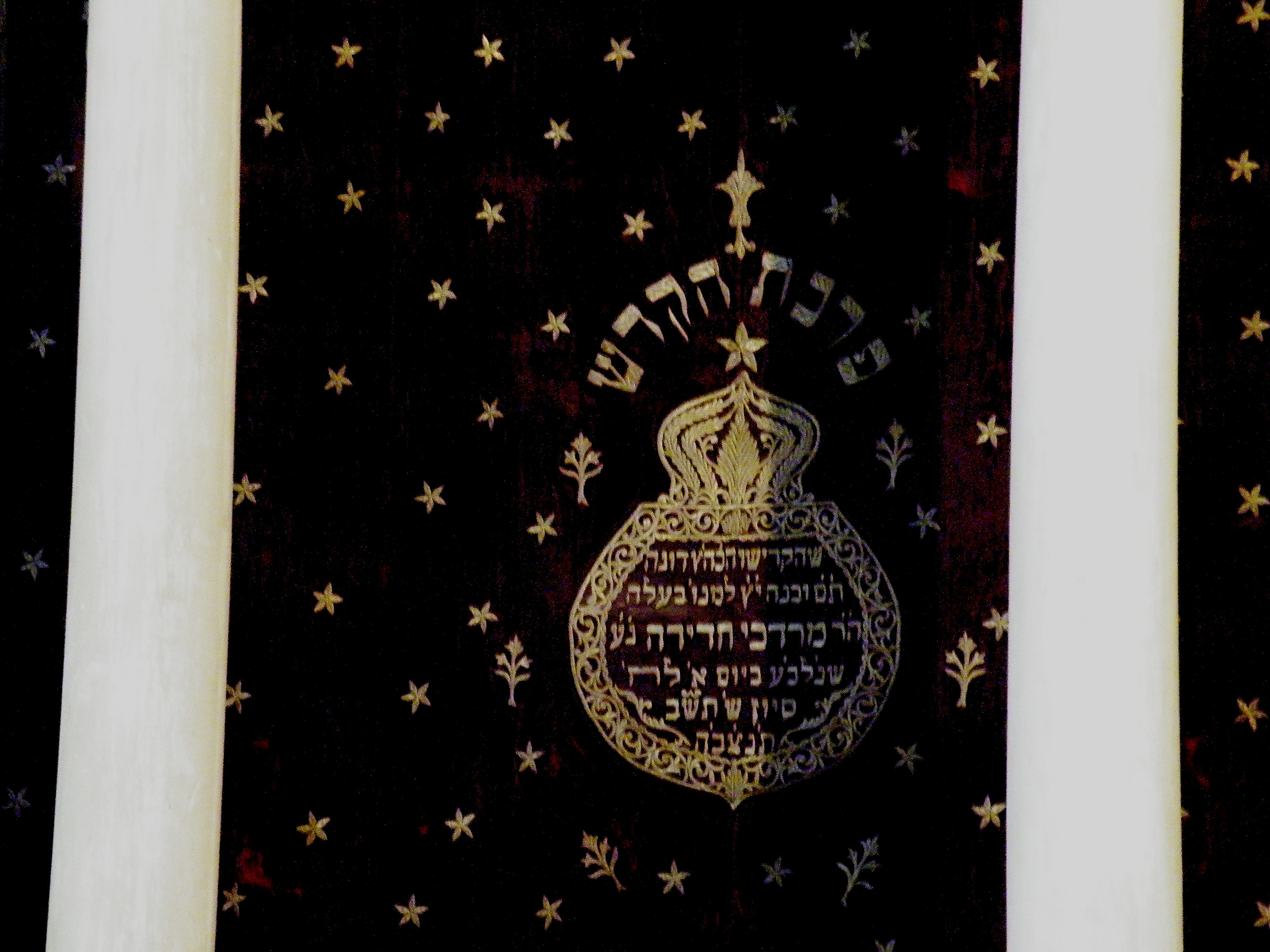